# Banca del Sempione
Die Banca del Sempione mit Sitz in Lugano ist eine Schweizer Privatbank. Ihre Kernaktivität umfasst die Vermögensverwaltung, das Private Banking sowie das Anlagefondsgeschäft. 
Die 1960 gegründete Bankgruppe beschäftigt 112 Mitarbeiter und verwaltet knapp 3,1 Milliarden Schweizer Franken Kundenvermögen. Sie befindet sich mehrheitlich im Besitz der italienischen Industriellenfamilie Donelli, die 52 Prozent des Aktienkapitals kontrolliert. Weitere 35 Prozent befinden sich im Besitz der Gattei Gruppe und 11,75 Prozent der Tessiner Filofibra Gruppe der Familie Danisi.